# Neo Rauch
Neo Rauch, född 18 april 1960 i Leipzig i dåvarande Östtyskland, är en tysk konstnär. Han målar figurativ konst med inspiration från östblockets socialistiska realism som han blandar med drömlika inslag. Motiven har ofta en svårplacerad eller motsägelsefull plats i tiden. Rauch har även sammankopplat sin konst med den amerikanska popkonsten.
Han utbildade sig på 1980-talet vid Hochschule für Grafik und Buchkunst i Leipzig, där han även undervisade fram till 2009. Enligt Rauch var det under inflytande av Ernst Jünger som han i början av 1990-talet fann sin särprägel och kunde undvika att bli en konstnär i mängden. Hans första separatutställning hölls i Leipzig 1993. År 1999 fick han ett genombrott i Förenta staterna när han ställdes ut på Armory Show i New York.
Han är den kändaste företrädaren för "Nya Leipzigskolan" (Neue Leipziger Schule), en konstströmning som även innefattar Tilo Baumgärtel, Martin Kobe och David Schnell med flera.